# Lyngby Boldklub
Lyngby Boldklub, známý též jako Lyngby BK, je dánský fotbalový klub sídlící v Kongens Lyngby, tedy v hlavním městě okresu Lyngby-Taarbæk. Založen byl roku 1921 pod názvem Lyngby Boldklub af 1921. V letech 1993–2003 nesl název Lyngby FC. Dvakrát se stal dánským mistrem (1983, 1992) a třikrát získal dánský pohár (1984, 1985, 1990). Roku 2001 klub zbankrotoval a byl přeřazen do amatérských soutěží. V roce 2003 se však znovu pokusil o návrat mezi profesionální elitu a v sezóně 2006–07 se vrátil do první dánské ligy. V minulosti nastupovala v dresu Lyngby řada známých hráčů, například Flemming Christensen, John Helt, Klaus Berggreen, Ronnie Ekelund, Torben Frank, Jakob Friis-Hansen, Henrik Larsen, Carsten Fredgaard, Claus Jensen, Bent Christensen, Peter Nielsen, Niclas Jensen, Dennis Rommedahl, Thomas Kristensen, Morten Nordstrand, Mikkel Bechmann či Marcus Allbäck.